# Brøtsø
Brøtsø er den tredjestørste ø i Tjøme kommune i Vestfold og Telemark fylke i Norge . Brøtsø ligger mellem øerne Tjøme og Hvasser, og er næsten 2 kvadratkilometer stor. Brøtsø ligger som en fortsættelse mod nord af den vestligste del af Hvasser, kun adskilt af et smalt sund. 
På Brøtsø ligger Holme gård, flere parcelhuse og mange fritidsboliger. Nogle af landets bedst betalte fritidsejendomme ligger på Brøtsø ved Røssesundet.
Vejforbindelsen fra Tjøme centrum til Sandøsund går over Brøtsø, og Røssesundbroen er en del af denne vejforbindelse. 
59°05′51.05″N 10°25′31.58″Ø / 59.0975139°N 10.4254389°Ø